# Болещин
Болещин (пол. Boleszczyn) — село в Польщі, у гміні Пшикона Турецького повіту Великопольського воєводства.
Населення — 270 осіб (2011).
У 1975-1998 роках село належало до Конінського воєводства.

## Демографія
Демографічна структура станом на 31 березня 2011 року:
|          | Загалом | Допрацездатний вік | Працездатний вік | Постпрацездатний вік |
| -------- | ------- | ------------------ | ---------------- | -------------------- |
| Чоловіки | 135     | 27                 | 88               | 20                   |
| Жінки    | 135     | 22                 | 75               | 38                   |
| Разом    | 270     | 49                 | 163              | 58                   |